# Rio Urutago
O rio Urutago é um curso de água que banha o estado do Paraná. 